# Peter Bergman
Peter Bergman, tidigare Hansson, född 1716, begravd 5 juni 1754 i Skänninge, Östergötlands län. Han var en svensk guldsmed i Skänninge. 

## Biografi
Bodde från 1739 på Sprättebrunnskvarteret i Skänninge. Bergman begravdes 5 juni 1754 i Skänninge.

### Familj
Bergman gifte sig 18 december 1739 i Västerlösa med Anna Christina Grevillia (född 1721). Hon var dotter till guldsmeden Jöns Grevillius. De fick tillsammans barnen Hans Daniel (född 1740), Anna Charlotta (född 1745), Peter (1746-1750), Petrus (1752-1753).